# Magnis (Kenchester)
Magnis fu una città fortificata della Britannia romana, che sorgeva lungo la strada romana chiamata Watling Street. Prima fu anche un importante centro commerciale della tribù britannica dei Dobunni.
Era situata nei pressi dell'odierna Kenchester, nell'Herefordshire, Inghilterra.

## Descrizione
La città aveva una forma esagonale irregolare, con una singola strada principale, coincidente con la successiva strada romana Watling Street, lungo l'asse est-ovest e un insieme di strade laterali irregolarmente disposte su cui si affacciavano edifici costruiti uno accanto all'altro, in maniera molto compatta.
Sono state rinvenute opere di difesa in terra risalenti al II secolo, in sostituzione delle quali furono costruite nel IV secolo opere di difesa in pietra; probabilmente l'occupazione del sito continuò fino al V secolo.
La città diede il suo nome alla tribù sassone dei Magonsaete, che si insediò nell'area nel corso dell'invasione anglosassone della Britannia.
Le rovine di un tempio romano forse associato ad una villa romana aristocratica, che poteva essere in relazione a Magnis, si trovano all'interno del Weir Garden, lungo il fiume Wye.
Lì si trova una cisterna ottagonale tuttora riempita da una sorgente e un contrafforte in rovina presso il fiume.
Queste sono le rovine romane più conservate in altezza dell'Herefordshire.

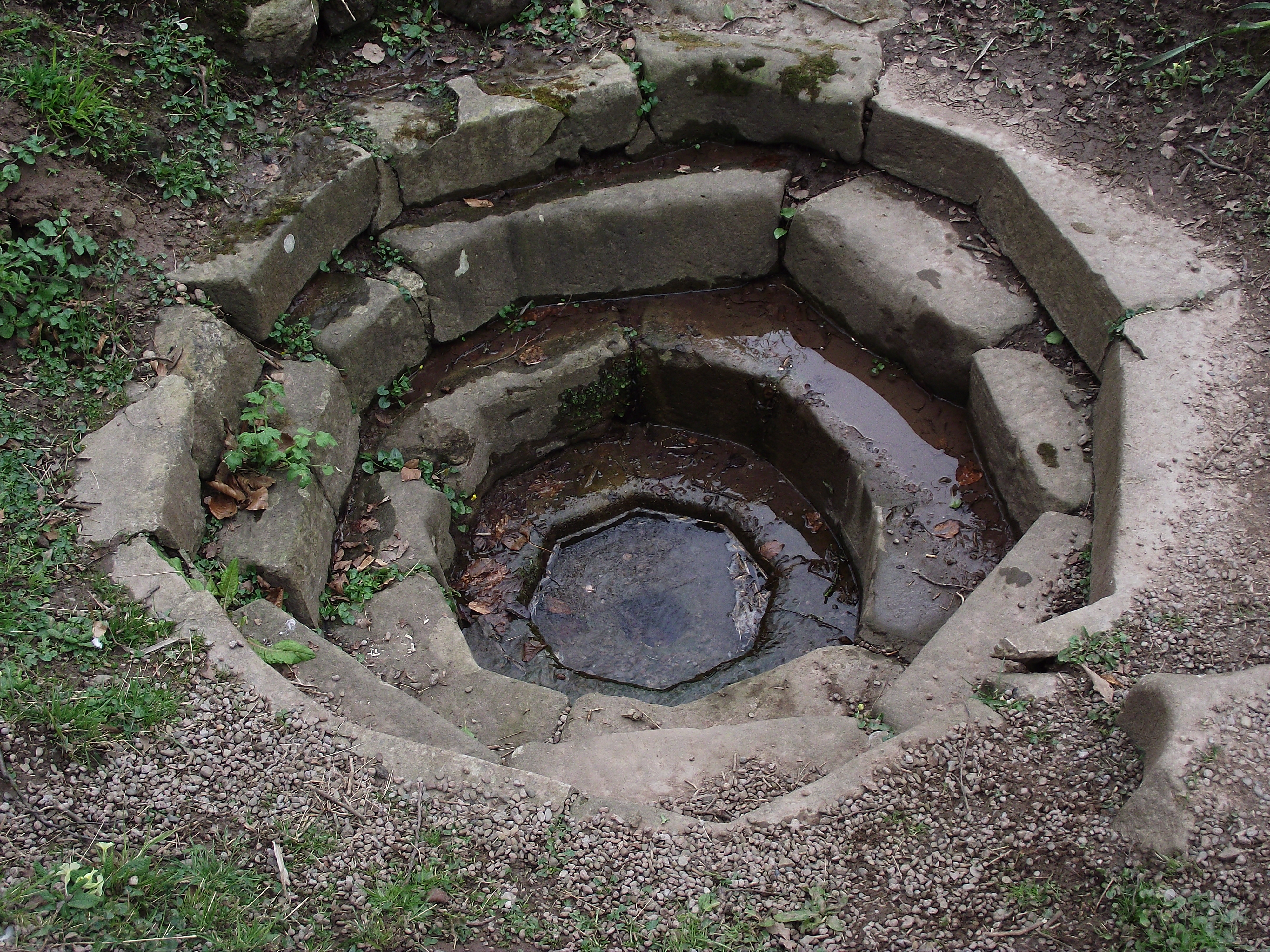
Un'immagine della cisterna romana presso il The Weir Garden nell'Herefordshire